# Pogose School
Il Pogose School (Bengla: পোগোজ স্কুল) è stata istituita nel 1848 a Dacca, in Bangladesh, come la prima scuola privata del paese da JG Nicola Pogose, che è stato un leader della comunità armena di Dacca, un commerciante e un Zamindar. Attualmente si trova in Chittaranjan Avenue. La scuola è stata gestita come un ente di proprietà e nel 1871, circa un anno dopo la morte di Pogose, è stato ripreso da Mohini Mohan Das, un banchiere e zamindar. Dopo la morte di Das nel 1896, il suo lascito ha mantenuto la scuola aperta.